# Маєдін Мекіссі-Бенаббад
Маєдін Мекіссі-Бенаббад  (фр. Mahiedine Mekhissi-Benabbad, 15 березня 1985) — французький легкоатлет, бігун на середні дистанції, що спеціалізується в основному в стиплчезі, олімпійський медаліст, призер чемпіонатів світу, багаторазовий чемпіон Європи.

## Особисті рекорди
| Event                     | Час)       | Місце дата          | Date           |
| ------------------------- | ---------- | ------------------- | -------------- |
| 1000 м, стадіон           | 2:17.14    | Томблен, Франція    | 26 червня 2009 |
| 1500 м, стадіон           | 3:33.12    | Томблен, Франція    | 2 липня 2013   |
| 2000 м стиплчез, стадіон  | 5:10.68 WB | Реймс, Франція      | 30 червня 2010 |
| 3000 м, стадіон           | 7:44.98    | Генгело, Нідерланди | 30 травня 2010 |
| 3000 м, стиплчез, стадіон | 8:00.09    | Париж, Франція      | 6 липня 2013   |

## Виступи на Олімпіадах
| Олімпіада   | Дисципліна | Місце |
| ----------- | ---------- | ----- |
| Пекін 2008  | стиплчез   | 2     |
| Лондон 2012 | стиплчез   | 2     |